# Język piemoncki

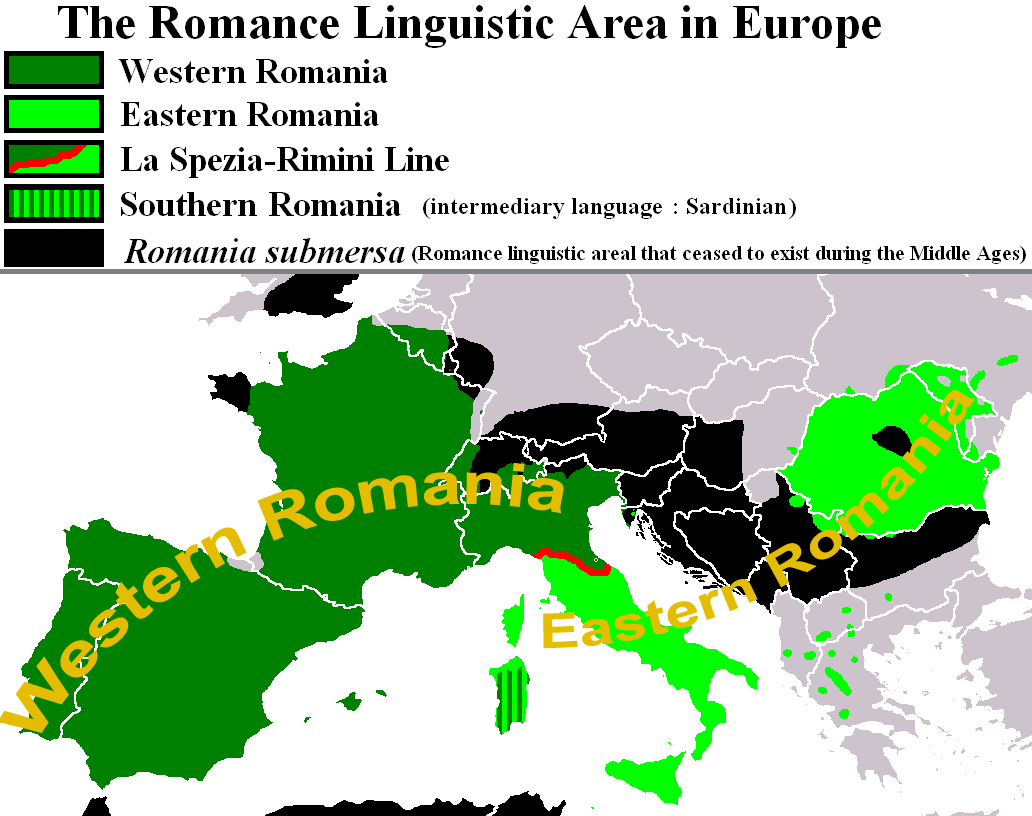
Języki zachodnioromańskie zaznaczono na zielono

Język piemoncki (piemontèis) – etnolekt romański używany w Piemoncie (północno-zachodnie Włochy). Tradycyjnie uznawany był za dialekt języka włoskiego, jednakże znacznie różni się od standardowego włoskiego. Z językoznawczego punktu widzenia język piemoncki nie tylko nie jest dialektem języka włoskiego, ale nawet zaliczany jest do innej podgrupy języków romańskich – język piemoncki jest klasyfikowany w podgrupie gallo-italskiej języków zachodnioromańskich, zaś włoski należy do grupy italsko-dalmatyńskiej, zbliżony jest zatem (lingwistycznie i geograficznie) z jednej strony do innych języków gallo-italskich północnych Włoch, lombardzkiego i liguryjskiego, z drugiej zaś do francuskiego i oksytańskiego.
W piśmiennictwie stosuje się alfabet łaciński. Pierwsze teksty piemonckie napisane w lokalnym dialekcie pochodzą z XII wieku. Język literacki ukształtował się w wiekach XVII i XVIII, miał jednak w obejmującym Piemont Królestwie Sardynii nieco niższą rangę niż francuski i włoski. Twórczość w nim trwa nieprzerwanie do dziś. Owocem tego jest bogata literatura, w tym poezja, proza, dramat, publicystyka, publikacje naukowe oraz przekłady dzieł obcych.
Jego znajomość jest w zaniku, zwłaszcza w miastach i wśród przedstawicieli młodszego pokolenia.